# (23497) 1991 VG4
1991 في جي 4 (ويعرف أيضًا باسم (23497) 1991 في جي 4 وفق تسمية الكوكب الصغير) (بالإنجليزية: 1991 VG4)‏ هو كويكب ضمن حزام الكويكبات؛ وترتيبه 23497 من حيث الاكتشاف.
اكتُشف هذا الجُرم الفلكي بواسطة Atsushi Sugie ‏ في 5 نوفمبر 1991.

## وصلات خارجية
- (23497) 1991 VG4 في قاعدة بيانات مختبر الدفع النفاث لأجرام النظام الشمسي الصغيرة

- الاكتشاف · مخطط المدار ·  العناصر المدارية · المعلمات المادية

- (23497) 1991 VG4 على موقع ويكي سكاي: DSS2, SDSS, GALEX, IRAS, Hydrogen α, X-Ray, Astrophoto, Sky Map, Articles and images